# Снайпер (фильм, 1952)
«Снайпер» (англ. The Sniper) — фильм нуар американского режиссёра Эдварда Дмитрыка, вышедший на экраны в 1952 году.
Как написал кинокритик Босли Кроутер, «в центре внимания этого криминального фильма находится казалось бы нормальный молодой человек, который… по какой-то необъяснённой причине испытывает безумную неприязнь по отношению к женщинам, с которыми пересекается случайно, стреляя в них сквозь окна или с крыш, когда они идут по улицам». Фильм показывает интенсивную работу полиции по розыску преступника, одновременно затрагивая вопросы, связанные с необходимостью изоляции и тщательного лечения психически больных людей, совершающих преступления.
Начало картины предваряет следующий текст: «Высокое место среди проблем, стоящих перед полицией, занимает проблема сексуального преступника, ответственного только за прошлый год в преступлениях, жертвами которых стали 31.175 женщин. Законов, адекватно понимающих суть проблемы, не существует. Силы правопорядка бессильны. Здесь, на примере одного дела, рассказывается история человека, врагом которого является женская часть человечества».
Фильм обозначил возврат режиссёра Эдварда Дмитрыка в Голливуд после того, как он был внесён в чёрный список, а затем получил тюремный срок на неуважение к Конгрессу, отказавшись давать показания Комитету по расследованию антиамериканской деятельности. В апреле 1951 года он всё-таки дал свидетельские показания, назвав своих коллег из левых организаций, после чего на некоторое время отправился в Англию, и лишь благодаря приглашению Стенли Крамера продолжил свою карьеру в США.
В 1953 году сценаристы фильма Эдна и Эдвард Энхалт были удостоены номинации на Оскар за лучший сценарий.

## Сюжет
В Сан-Франциско молодой и на вид симпатичный Эдди Миллер (Артур Франц) страдает от неконтролируемых приступов желания убивать женщин. Вечером он достаёт свой карабин, поднимается на крышу дома и целится в оптический прицел в проходящих по улице молодых женщин. Когда приступ заканчивается Эдди возвращается в свою комнату, убирает ружье в комод, запирает его на ключ, который с яростью швыряет на пол. Эдди, как ему кажется, повсюду сталкивается с раздражающими его проявлениями женского порока — проституцией и соблазном, навязчивостью домовладелицы и придирчивостью диспетчерши в химчистке (Джеральдин Карр), где он работает водителем, особенно его раздражает вид влюблённых пар.
Чувствуя, что более не может себя сдерживать, Эдди звонит своему тюремному психиатру, рассчитывая получить его помощь, однако, выясняется, что тот ушёл в двухнедельный отпуск. В отчаянной попытке получить врачебную помощь Эдди умышленно делает себе ожог, положив руку на раскаленную электроплиту. В больнице осматривающий его врач понимает, что Эдди обжёг себе руку намеренно. На его вопрос, не лечился ли Эдди в психиатрической больнице, тот отвечает, что находился в тюремном психиатрическом отделении, когда отбывал наказание за жестокое избиение женщины. Врач рекомендует поместить Эдди в психиатрическое отделение, однако дежурный врач говорит, что это бесполезно, так как через три дня его всё равно выпустят. Вскоре врачи забывают о нём, когда к ним поступает группа пострадавших в серьёзной аварии.
На следующее утро Эдди доставляет заказ клиентке химчистки, певице ночного клуба Джин Дарр (Мэри Виндзор), которая встречает его в соблазнительном вечернем платье. Она замечает пятнышко на платье и просить Эдди отчистить его в срочном порядке. Эдди соглашается ей помочь, и Джин мило беседует с парнем, пока не раздаётся звонок в дверь. Джин, которая ожидала своего друга, тут же буквально выталкивает Эдди через чёрный ход, сунув ему платье. Вечером Эдди поджидает Джин у входа в её квартиру, спрятав карабин в небольшой портфель, затем следует за ней до клуба, где она выступает. Эдди проникает на крышу многоэтажного здания напротив клуба. Дождавшись, когда выступление закончится и Джин выйдет на улицу, Эдди стреляет ей в голову, когда она стоит около собственной афиши. На место убийства вскоре прибывают полицейские детективы, лейтенант Фрэнк Кафка (Адольф Менжу) и сержант Джо Феррис (Джеральд Мор), которым поручено ведение расследования.
На следующий день Эдди в приподнятом настроении хорошенько напивается в баре. Одинокая женщина навеселе (Марло Дуайер) начинает с ним заигрывать. Во время разговора она незаметно кладёт ему в карман записку со своим адресом и телефонным номером. Однако, когда Эдди начинает рассказывать о себе неправдоподобные истории, женщина ловит его на лжи, что приводит Эдди в бешенство.
На следующее утро Эдди с трудом просыпается и опаздывает на работу. Ему поручают отвезти срочный заказ Джин Дарр. Прибыв на место, он видит, что в её квартире уже работает полиция. Эдди увозит платье к себе домой и прячет в комоде. Вечером, после прогулки по парку, где он видит несколько влюблённых парочек, Эдди возвращается домой, яростно разрывает платье Джин и сжигает его в печи. Найдя в кармане адрес женщины из бара, Эдди отрывает от коробки с патронами кусок картона и пишет на нём записку: «Полиции — Остановите меня. Найдите и остановите меня — Я сделаю это снова». Затем он выслеживает женщину из бара, и стреляет в неё с крыши противоположного дома, когда она заходит в свою комнату.
Глава криминальной полиции Сан-Франциско, инспектор Андерсон (Фрэнк Фэйлен) проводит совещание, сообщая, что была обнаружена записка маньяка, убивающего женщин. Он поручает провести тотальную проверку всех лиц, которые так или иначе привлекались в связи с сексуальными преступлениями. Однако работающий с полицией психиатр, доктор Джеймс Кент (Ричард Кайли) сразу утверждает, что никто из доставленных в участок подозрительных лиц не соответствует психологическому профилю разыскиваемого убийцы. Позднее во время беседы в ресторане Кент говорит Кафке, что их убийца снова и снова пытается воплотить в жизнь какую-то фантазию детства, связанную с желанием убить конкретного человека, например, свою мать. Кент говорит, что искать убийцу надо среди тех, кто уже привлекался за нападение на женщин и, возможно, лечился у психиатра.
После серии убийств у Эдди появляется подражатели. Так, осматривая крыши домов, полиция ловит молодого парня с ружьём, однако когда выясняется, что ружьё не то, из которого совершались убийства, и что оно вообще неисправно, парня отпускают.
Тем временем Эдди, зайдя в один из магазинов, видит, как по телевизору выступает авторитетная светская дама, руководительница Женской лиги города миссис Фитцпатрик, приглашающая всех на организуемый ей благотворительный бал. Во время выступления она называет свой адрес, по которому можно получить билеты. Просматривая старые дела, Кафка и Феррис находят материал и на Эдди, который избил женщину бейсбольной битой. Кафка обращает внимание на личное дело Эдди, но в этот момент приходит срочное сообщение, что только что была застрелена миссис Фитцпатрик.
После убийства столь важной дамы мэр Сан-Франциско собирает совещание, на которое приглашает представителей полиции и влиятельных политических деятелей города, которые вместо того, чтобы задуматься о причинах появления маньяка требуют немедленно поймать и жестоко покарать преступника. Присутствующий на совещании доктор Кент указывает, что главное в предотвращении подобных случаев — это изменить законодательство, чтобы люди, совершившие преступления в состоянии безумия, проходили бы исчерпывающий курс психиатрического лечения, и выходили бы на свободу только после полного выздоровления, а в случае невозможности этого, содержались бы в специальных психиатрических лечебницах. Однако политики отказались обсуждать этот вопрос, ссылаясь на отсутствие бюджетных средств на эти цели.
В пятницу на работе диспетчер требует от Эдди, чтобы к понедельнику он сменил грязный бинт на своей руке после ожога, иначе она не допустит его к работе с клиентами. Позднее в тот же день в парке обнаруживают тело застреленной женщины, а неподалёку — стреляную гильзу и грязный бинт. Эдди пытается снять напряжение на аттракционах в парке развлечений, с яростью швыряя бейсбольные мячи в клетку с сидящей там женщиной.
Прорабатывая версию с бинтом, Кафка и Феррис обзванивают больницы, выясняя, не обращались ли к ним в последнее время люди с ожогами рук. В конце концов, они находят искомую больницу, и хотя Эдди указал в регистрации вымышленное имя, врач узнаёт его по фото из полицейского файла. Полиция начинает розыск Эдди, однако его адрес изменился. На следующее утро по дороге на работу диспетчерша химчистки видит в газете информацию о том, что полиция обнаружила на месте последнего преступления грязный бинт, после чего немедленно сообщает в полицию о том, что подобный бинт был на руке Эдди, и что он странно себя вёл в последнее время. Она сообщает полиции телефон и адрес Эдди.
Кафка и Феррис устраивают на Эдди засаду в химчистке, однако вместо того, чтобы пойти на работу, он поднимается с карабином на крышу одного из домов, откуда выслеживает проходящих по улице одиноких женщин. Когда маляр, красящий дымовую трубу соседнего здания, замечает Эдди, он пытается предупредить людей внизу, бросая ведро с краской и крича о том, что на крыше убийца. В ответ Эдди убивает маляра, после чего стремительно убегает домой. Вскоре после этого к дому Эдди подъезжает полиция и выставляет оцепление. Инспектор Андерсон через мегафон призывает Эдди немедленно сдаться, однако тот никак не реагирует. В конце концов, Кафка и Феррис проходят в дом, взламывают дверь в его комнату и видят несчастного, совершенно окаменевшего Эдди, который судорожно сжимает свой карабин. По щеке убийцы стекает одинокая слеза, как будто он рад тому, что его поймали и остановили убийства.

## В ролях
- Адольф Менжу — лейтенант полиции Франц Кафка
- Артур Франц — Эдди Миллер
- Ричард Кайли — доктор Джеймс Кент
- Мэри Виндзор — Джин Дарр
- Джеральд Мор — сержант полиции Джо Феррис
- Фрэнк Фэйлен — инспектор полиции Андерсон
- Мэйбл Пейдж — домовладелица
- Марло Дуайер — Мэй Нельсон
- Джеральдин Карр — диспетчер химчистки

В титрах не указаны
- Пол Дубов — завсегдатай бара
- Харлан Уорд — мистер Харпер
- Карен Шарп — Милли (впервые на экране)

## Создатели фильма и исполнители главных ролей
Как пишет кинокритик Джефф Стаффорд, «продюсер фильма Стенли Крамер хорошо известен своим интересом к острым и провокационным темам, в частности, его фильм „Дом храбрости“ (1949) был посвящён теме расизма, „Мужчины“ (1950) — реабилитации ветеранов войны и „Ровно в полдень“ (1952) — лицемерию и трусости».
Стенли Крамер является одним из самых уважаемых режиссёров и продюсеров в Голливуде. Как продюсер он был номинирован на Оскары за фильмы «Ровно в полдень» (1952) и «Бунт на «Кейне»» (1954), как продюсер и как режиссёр — за антирасистскую драму бегства из тюрьмы «Не склонившие головы» (1958) и антифашистскую драму «Нюрнбергский процесс» (1961), как продюсер — за фильм-притчу «Корабль дураков» (1965) и вновь как продюсер и режиссёр за антирасистский фильм «Угадай, кто придёт к обеду?» (1967).
Крамер предложил стать режиссёром фильма Эдварду Дмитрыку, «который только что вышел из тюрьмы, где оказался за отказ сотрудничать с Комиссией по антиамериканской деятельности. „Эдвард Дмитрык был жертвой чёрного списка Голливуда, здесь он возвращается после нескольких лет ссылки для постановки этой реалистической идейной драмы, продюсером которой был Стенли Крамер“
Учитывая политический климат в стране в то время — где антикоммунистическая охота на ведьм привела к созданию чёрного списка в Голливуде — решение Крамера было мужественным, но он знал, что Дмитрык — талантливый режиссёр». К числу наиболее ценимых картин Дмитрыка относятся также фильмы нуар «Убийство, моя милая» (1944) и «Наваждение» (1949), военная драма «Молодые львы» (1958), психологический триллер «Мираж» (1965), а за антирасистский нуар «Перекрёстный огонь» (1947) он как режиссёр был номинирован на Оскар.
«Снайпер» положил начало сотрудничеству Крамера и Дмитрыка, которые в итоге сделали вместе четыре фильма, включая военную драму «Восемь железных мужчин» (1952), послевоенную драму «Жонглёр» (1953), действие которой происходит в Израиле, и военно-морскую психологическую драму «Бунт на «Кейне»» (1954).
Как пишет кинокритик Хэл Эриксон, «по причине политической целесообразности от Дмитрыка потребовалось пригласить в картину актёра Адольфа Менжу, одного из самых яростных обличителей красной угрозы на слушаниях Комиссии по антиамериканской деятельности». По этому поводу орган Компартии США, газета «Дейли уоркер», написала: «Кинорежиссёр Эдвард Дмитрык, бывший член Голливудской десятки, который стал информатором ФБР, теперь совершенно беспомощен в отношениях со своим бывшим врагом — оголтелым охотником на ведьм и галантерейным джентльменом Адольфом Менжу. Теперь Дмитрык и Менжу снова вместе — на этот раз как друзья. Менжу играет главную роль в „Снайпере“, поставленном Дмитрыком, который пережив войну и восстановившись, чтобы ублажать Большие деньги, теперь работает режиссёром на Стэнли Крамер продакшнс».
По информации Стаффорда, "в своей автобиографии Дмитрык утверждал, что он, Крамер и сценаристы Эдвард и Эдна Энхолт выбрали Менжу в качестве вдохновляющего элемента необычного актёрского состава. Дмитрык писал: «Играя роль обыкновенного полицейского детектива, Менжу сбрил свои усы, надел дешёвый костюм и ботинки, и был максимально удалён от типа галантерейного джентльмена, насколько только возможно», продолжая: «Несмотря на его экстремистские взгляды, он всегда был отличным актёром, и он отлично сыграл в нашем фильме. Мы по-прежнему были на противоположных политических полюсах, хотя никто из нас, насколько я знаю, не совершал никаких провокаций. Менжу тоже критиковали некоторые из его коллег-реакционеров — один из них спросил, почему он согласился работать со мной. „Потому что я проститутка!“ — резко ответил он. В моём сердце всегда должно быть место честности».
Артур Франц, сыгравший до того в военной драме «Пески Иво Джимы» (1949), впоследствии помимо ролей второго плана в трёх фильмах Крамера и Дмитрыка, сыграл также в таких заметных фильмах, как драма «На свадьбе» (1952), фантастический фильм «Захватчики с Марса» (1953), криминальная драма «Бурная вечеринка» (1956) и фильм нуар «За пределами разумного сомнения» (1956). Мэри Виндзор сыграла запоминающиеся роли в таких классических фильмах нуар, как «Сила зла» (1948), «Узкая грань» (1952) и «Убийство» (1956).

## Создание и прокатная судьба фильма
Фильм был снят в поразительно краткий срок в 18 дней со значительным объёмом съёмок, выполненных на натуре, как в Сан-Франциско, так и в Лонг-Бич.
Стаффорд отмечает, что фильм "столкнулся с проблемами, связанными с офисом Производственного кодекса, цензорским бюро Голливуда, которое возглавлял Джозеф Брин. По словам сценариста Эдварда Энхалта, «мы получили письмо, в котором говорилось, что фильм делать нельзя. Он нарушал секцию 4 параграфа 27 Производственного кодекса, согласно которому извращение не может быть темой художественного фильма. Поэтому я отправился на встречу, чтобы бороться за него. Я сказал: „Это совсем не нарушает правило, потому что это не извращение“. Тогда разъярённый на меня Брин сказал: „Вы говорите, что это не извращение? О человеке, который испытывает оргазм, убивая женщин! Это не извращение?“. Я сказал: „Извращением было бы, если бы он получал оргазм, убивая мужчин“ (смеётся). И по какой-то невероятной причине такое объяснение их удовлетворило, и таким образом мы сделали картину»".
«Рекламщики фильма разослали по пуле критикам и профессионалам киноиндустрии в качестве провокационной составляющей предпрокатной рекламной кампании», что произвело негативный эффект. «В итоге компания Стенли Крамера была вынуждена опубликовать в „Голливуд репортер“ рекламу размером в целую страницу с извинением за то, что посылала пули критикам и сотрудникам индустрии для возбуждения интереса к фильму до начала проката».
По словам Стенли Крамера, "когда руководитель студии «Коламбиа» Гарри Кон увидел «Снайпера» в просмотровом зале студии, он сказал: «От этой вещи дурно пахнет. Я ненавижу её, и на ней не заработаешь ни цента». Как и предсказывал Кон, «Снайпер» плохо проявил себя в коммерческом плане, и даже серия реальных снайперских атак Ивана Чарльза Томаса в районе Лос-Анджелеса как раз перед началом демонстрации фильма не вызвала широкого интереса к фильму Дмитрыка. Однако он не остался незамеченным со стороны Академии, получив номинацию за лучший сценарий.

## Оценка фильма критикой

### Общая оценка фильма
Критика в целом положительно оценила фильм, отметив, что он соединил в себе свойства захватывающего триллера с критикой законов современного общества, касающихся работы с психически больными преступниками. После выхода фильма кинокритик Босли Кроутер написал в «Нью-Йорк таймс», что «в новой картине Стенли Крамера „Снайпер“ сознательно высказан серьёзный упрёк обществу в том, что оно не делает достаточно, чтобы лишить свободы и излечить сексуального преступника на ранней стадии заболевания». Вместе с тем, по его мнению, «это нравоучение носит строго академический характер, и выглядит не более чем достойное оправдание для создания под слегка иным углом простой экранной охоты на преступника». Кроутер резюмирует свою оценку словами: «Снайпер» представляет собой нечто, не более мощное и впечатляющее, чем умеренно-увлекательная «погоня за преступником»".
«TimeOut» отметил, что "после пары лет пребывания в тяжёлом положении голливудского чёрного списка, Дмитрык вернулся к работе с этим низкобюджетным фильмом для продюсера Стенли Крамера, снятым на натуре в модном в то время сознательно реалистическом стиле «Обнажённого города» ". Кроме того, «фильм оказал влияние на более эстетский фильм Питера Богдановича „Мишени“ (1967)». Кинокритик Джефф Стаффорд выразил мнение, что фильм "высоко ценится не просто как плотно поставленный фильм нуар, но и как критика современного общества и урбанистической отчуждённости, порождая сравнения с «Таксистом» (1976) Мартина Скорцезе. «В отличие от других криминальных картин своего времени, в которых серийные убийцы изображались не более чем ничтожествами, на которых ведётся массовая охота, „Снайпер“ в большей степени проявил интерес к показу психологического профиля убийцы, одновременно поднимая вопросы должного лечения психически больных пациентов, и каким образом следует выявлять и лечить самых опасных больных… Несмотря на фокус фильма на психологических аспектах истории, „Снайпер“ по-прежнему имеет деловой, серьёзный подход и быстрый стиль превосходного саспенс-триллера категории В». «Channel 4» оценил фильм как «немного устаревший к сегодняшнему дню, особенно из-за его нервной полудокументальной операторской работы, которая вскоре злоупотребляет терпением зрителя, но как триллер „Снайпер“ работает сильно, а психопат Франца странным образом убедителен»

### Характеристика фильма
Развивая своё мнение о фильме, Кроутер пишет: "Первое убийство знойной клубной певицы, которую играет Мэри Виндзор, щекочет нервы, и за полицейской облавой, возглавляемой побрившимся Адольфом Менжу, наблюдать интересно… Но угроза и понимание сущности сексуального злодея, что обнадёживающе предполагается в прологе картины, так никогда ясно не раскрыты. Стаффорд также отмечает, что «сцена, в которой её (героиню Виндзор) убивают около бара, и удар пули, отправляющий её тело в стекло витрины, всё ещё впечатляет своей грубой силой и сегодня, и наверняка по-настоящему шокировала зрителей в 1950-е годы». Однако, по мнению Стаффорда, "мотивация действий киллера не ясна; из открывающего фильм полога мы только знаем, что это «история человека, врагом которого являются женщины».
Шварц указывает, что этот фильм, «который обвиняет общество за действия серийного убийцы, был принят общественностью не очень хорошо, хотя при выслеживании неопределённого психопата достигается увлекательное напряжение, а серьёзный характер социальной драмы передан хорошо. „Снайпер“ указал на урбанистические проблемы социального отчуждения и общественное безразличие по отношению к тем, кто психически нездоров», подчёркивая далее, что «фильм обвиняет общество в том, что оно не предоставляет ему (Эдди) помощь в излечении психических проблем, так как все его попытки получить помощь игнорируются»
Многие критики отмечают отличное использование в съёмках реальных улиц Сан-Франциско.

### Характеристика работы творческой группы
Критика в целом положительно оценила сценарий и режиссуру, обратив особое внимание на актёрскую игру. Вместе с тем Кроутер заметил, что «со всем должным уважением к специфике, которую Гарри Браун свято соблюдал при написании сценария по истории Эдны и Эдварда Энхалтов, он не позаботился о привнесении чувства отвращения и злобы по отношению к той уродливой теме, с которой работает»
Стаффорд, оценивая режиссёрскую работу Дмитрыка, написал, что его «первый фильм для Крамера показал, что он не утерял ни своего визуального воображения, ни режиссёрских навыков, проявленных столь заметно в фильмах „Убийство, моя милая“ (1944) и „Перекрёстный огонь“ (1947)».
Игра Артура Франца в главной роли вызвала противоречивые отклики. Так, Кроутер посчитал, что «образу киллера, который Франц создаёт под руководством Эдварда Дмитрыка, не хватает мрачных оттенков, намекающих на психическое заболевание. Мистер Франц кажется очень приятным парнем, и каждый раз, когда у него возникает позыв к убийству, он кажется не более взволнованным, чем при болях в желудке. Его болезненная одержимость выражена скорее через музыку, с помощью нарастания резкого шума и лязга, которые грохочут и взрываются как паровой котёл». Кроутер резюмирует свою оценку словами: «При воспоминании о болезненной концепции сексуального монстра, которую нёс Питер Лорре в немецком фильм „М“, скучный мальчик с оружием мистер Франц смотрится бледно». «TimeOut» также считает, что «Франц не вполне убедителен в роли психа, одержимого стрельбой наугад по проходящим брюнеткам», Шварц также придерживается мнения, что "основная проблема фильма в том, что психопат Эдди Миллер (Франц) — это скучный водитель грузовичка химчистки. Стаффорд, со своей стороны, считает, что «Франц, отличный характерный актёр, которому редко удавалось показать себя в главных ролях, одновременно жуток и симпатичен в роли психически нездорового Эдди».
Шварц полагает, что «успех фильма заключён в профессиональной игре Адольфа Менжу» в роли «усталого бывалого детектива, который, в конце концов, понимает, что охотится за психически больным человеком». С ним согласен и Эриксон, написавший: «Лишённый своих фирменных усов и своего знаменитого гардероба, заменённого на банальный деловой костюм, Манжу играет одну из лучших своих ролей в качестве уставшего от жизни детектива из Сан-Франциско, которому поручено выследить безумного снайпера»
Критики высоко оценили игру актёров второго плана. В частности, Стаффорд выделил игру Мэри Виндзор, которая «сильно проявляет себя в роли одной из несчастных жертв». Эриксон назвал актёрский состав «отличным», особенно отметив «Ричарда Кайли в роли полицейского психиатра, Мэри Виндзор в роли первой жертвы Миллера и Мейбел Пейдж в роли любопытной домовладелицы снайпера». Кроутер добавляет, что «Фрэнк Фэйлен, Джеральд Мор и Ричард Кайли также вносят свой вклад в ход дела в качестве работников полиции, а реальные здания и улицы Сан-Франциско использованные для съёмок, придают фильму вес».